# جبل آبي
جبل آبي (بالملايوية: Gunung Api)‏ هو جبل من الحجر الجيري يقع في حديقة جونونج مولو الوطنية في منطقة ساراواك بماليزيا، ويشاركه في تكوينه الصخري الجبلين المجاورين له بينارات وبودا. يشتهر جبل آبي ويشتهر بتنوع نباتات الإبريق، وتكويناته الكارستية الرائعة من الحجر الجيري، والتي يطلق عليها عادة "القمم"، كما يحتوي على العديد من الكهوف، مع ممرات متصلة بنظام كهف المياه النقية.